# Philodromus speciosus
Philodromus speciosus este o specie de păianjeni din genul Philodromus, familia Philodromidae, descrisă de Gertsch, 1934. Conform Catalogue of Life specia Philodromus speciosus nu are subspecii cunoscute.